# Serie A 1998/1999
Soutěžní ročník Serie A 1998/99 byl 97. ročník nejvyšší italské fotbalové ligy a 67. ročník od založení Serie A. Soutěž začala 13. září 1998 a skončila 23. května 1999. Účastnilo se jí opět 18 týmů z toho 14 se kvalifikovalo z minulého ročníku. Poslední čtyři týmy předchozího ročníku, jimiž byli Brescia Calcio, Atalanta BC, US Lecce a poslední tým ročníku - SSC Neapol, sestoupily do druhé ligy. Opačným směrem putovali čtyři týmy, jimiž byli Salernitana Sport (vítěz druhé ligy), AC Benátky, Cagliari Calcio a AC Perugia.
Titul v soutěži obhajoval klub Juventus FC, který v minulém ročníku získal své 25. prvenství v soutěži.

## Přestupy hráčů
| Jméno                | odkud             | kam               |                               |
| -------------------- | ----------------- | ----------------- | ----------------------------- |
| Oliver Bierhoff      | Udinese Calcio    | Milán AC          |                               |
| Thomas Helveg        | Udinese Calcio    | Milán AC          |                               |
| Roberto Ayala        | SSC Neapol        | Milán AC          |                               |
| Jens Lehmann         | FC Schalke 04     | Milán AC          |                               |
| Patrick Kluivert     | Milán AC          | FC Barcelona      |                               |
| Marcel Desailly      | Milán AC          | FC Chelsea        |                               |
| Thierry Henry        | AS Monaco         | Juventus FC       |                               |
| Angelo Di Livio      | Juventus FC       | AC Fiorentina     |                               |
| Adrian Mutu          | Dinamo Bukurešť   | FC Inter Milán    |                               |
| Roberto Baggio       | Bologna FC 1909   | FC Inter Milán    |                               |
| Andrea Pirlo         | Brescia Calcio    | FC Inter Milán    |                               |
| Nwankwo Kanu         | FC Inter Milán    | FC Arsenal        |                               |
| Abel Balbo           | AS Řím            | AC Parma          |                               |
| Juan Sebastián Verón | UC Sampdoria      | AC Parma          |                               |
| Diego Fuser          | SS Lazio          | AC Parma          |                               |
| Faustino Asprilla    | Newcastle United  | AC Parma          |                               |
| Gennaro Gattuso      | Glasgow Rangers   | Salernitana Sport |                               |
| Christian Vieri      | Atlético Madrid   | SS Lazio          | nejdražší přestup ve své době |
| Marcelo Salas        | River Plate       | SS Lazio          |                               |
| Siniša Mihajlović    | UC Sampdoria      | SS Lazio          |                               |
| Dejan Stanković      | CZ Bělehrad       | SS Lazio          |                               |
| Sérgio Conceição     | FC Porto          | SS Lazio          |                               |
| Fernando Couto       | FC Barcelona      | SS Lazio          |                               |
| Jörg Heinrich        | Borussia Dortmund | AC Fiorentina     |                               |
| Tomáš Řepka          | AC Sparta Praha   | AC Fiorentina     |                               |
| Hidetoši Nakata      | Shonan Bellmare   | AC Perugia        |                               |
| Marco Materazzi      | AC Perugia        | FC Everton        |                               |
| Giuseppe Signori     | UC Sampdoria      | Bologna FC 1909   |                               |
| Ariel Ortega         | Valencia CF       | UC Sampdoria      |                               |

## Složení ligy v tomto ročníku
| Klub              | Město     | Stadión                 | Kapacita | Trenér                                                                                               | 1997/98          |
| ----------------- | --------- | ----------------------- | -------- | --- | ---------------- |
| AS Bari           | Bari      | Stadio San Nicola       | 58 270   | Eugenio Fascetti                                                                                     | 11.              |
| Bologna FC 1909   | Bologna   | Stadio Renato Dall'Ara  | 38 000   | Carlo Mazzone                                                                                        | 8.               |
| Cagliari Calcio   | Cagliari  | Stadio Sant'Elia        | 40 900   | Gian Piero Ventura                                                                                   | Serie B          |
| Empoli FC         | Empoli    | Stadio Carlo Castellani | 16 300   | Mauro Sandreani (do 21. kola) Corrado Orrico                                                         | 12.              |
| AC Fiorentina     | Florencie | Stadio Artemio Franchi  | 46 000   | Giovanni Trapattoni                                                                                  | 5.               |
| UC Sampdoria      | Janov     | Stadio Luigi Ferraris   | 40 000   | Luciano Spalletti (do 13. kola) Giorgio Veneri + David Platt (do 19. kola) Luciano Spalletti         | 9.               |
| Milán AC          | Milán     | Stadio Giuseppe Meazza  | 85 700   | Alberto Zaccheroni                                                                                   | 10.              |
| FC Inter Milán    | Milán     | Stadio Giuseppe Meazza  | 85 700   | Luigi Simoni (do 11. kola) Mircea Lucescu (do 26. kola) Luciano Castellini (do 30. kola) Roy Hodgson | Stříbrná medaile |
| AC Parma          | Parma     | Stadio Ennio Tardini    | 36 725   | Alberto Malesani                                                                                     | 6.               |
| AC Perugia        | Perugia   | Stadio Renato Curi      | 25 000   | Ilario Castagner (do 20. kola) Vujadin Boškov                                                        | Serie B          |
| FC Piacenza       | Piacenza  | Stadio Leonardo Garilli | 21 000   | Giuseppe Materazzi                                                                                   | 13.              |
| AS Řím            | Řím       | Stadio Olimpico         | 82 900   | Zdeněk Zeman                                                                                         | 4.               |
| SS Lazio          | Řím       | Stadio Olimpico         | 82 900   | Sven-Göran Eriksson                                                                                  | 7.               |
| Salernitana Sport | Salerno   | Stadio Arechi           | 31 300   | Delio Rossi (do 26. kola) Francesco Oddo                                                             | Serie B          |
| Juventus FC       | Turín     | Stadio delle Alpi       | 77 500   | Marcello Lippi (do 20. kola) Carlo Ancelotti                                                         |                  |
| Udinese Calcio    | Udine     | Stadio Friuli           | 40 000   | Francesco Guidolin                                                                                   | Bronzová medaile |
| AC Benátky        | Benátky   | Stadio Pier Luigi Penzo | 9 900    | Walter Novellino                                                                                     | Serie B          |
| Vicenza Calcio    | Vicenza   | Stadio Romeo Menti      | 17 000   | Franco Colomba (do 19. kola) Edoardo Reja                                                            | 14.              |

## Tabulka
| Poř. | Tým               | Z  | V  | R  | P  | VG | OG | B  |
| ---- | ----------------- | -- | -- | -- | -- | -- | -- | -- |
| 1.   | Milán AC          | 34 | 20 | 10 | 4  | 59 | 34 | 70 |
| 2.   | SS Lazio          | 34 | 20 | 9  | 5  | 65 | 31 | 69 |
| 3.   | AC Fiorentina     | 34 | 16 | 8  | 10 | 55 | 41 | 56 |
| 4.   | AC Parma          | 34 | 15 | 10 | 9  | 55 | 36 | 55 |
| 5.   | AS Řím            | 34 | 15 | 9  | 10 | 69 | 49 | 54 |
| 6.   | Udinese Calcio    | 34 | 16 | 6  | 12 | 52 | 52 | 54 |
| 7.   | Juventus FC       | 34 | 15 | 9  | 10 | 42 | 36 | 54 |
| 8.   | FC Inter Milán    | 34 | 13 | 7  | 14 | 59 | 54 | 46 |
| 9.   | Bologna FC 1909   | 34 | 11 | 11 | 12 | 44 | 47 | 44 |
| 10.  | AS Bari           | 34 | 9  | 15 | 10 | 39 | 44 | 42 |
| 11.  | AC Benátky        | 34 | 11 | 9  | 14 | 38 | 45 | 42 |
| 12.  | FC Piacenza       | 34 | 11 | 8  | 15 | 48 | 49 | 41 |
| 13.  | Cagliari Calcio   | 34 | 11 | 8  | 15 | 49 | 50 | 41 |
| 14.  | AC Perugia        | 34 | 11 | 6  | 17 | 43 | 61 | 39 |
| 15.  | Salernitana Sport | 34 | 10 | 8  | 16 | 37 | 51 | 38 |
| 16.  | UC Sampdoria      | 34 | 9  | 10 | 15 | 38 | 55 | 37 |
| 17.  | Vicenza Calcio    | 34 | 8  | 9  | 17 | 27 | 47 | 33 |
| 18.  | Empoli FC         | 34 | 4  | 10 | 20 | 26 | 63 | 20 |

Poznámky
- Z = Odehrané zápasy; V = Vítězství; R = Remízy; P = Prohry; VG = Vstřelené góly; OG = Obdržené góly; B = Body
- za výhru 3 body, za remízu 1 bod, za prohru 0 bodů.
- klub Udinese Calcio vyhrál místo do Poháru UEFA s klubem Juventus Turín na zápasy (0:0, 1:1)
- klub Juventus FC postoupil do Poháru UEFA přes vítězství v Poháru Intertoto.
- klub Bologna FC 1909 postoupil do Poháru UEFA díky výhře o 3. místo s klubem FC Inter Milán (4:2) v domácím poháru. Ve finále se utkaly kluby AC Fiorentina a AC Parma a ti se rozhodli hrát Ligy mistrů 1999/00.

|  | Mistr ligy a Přímý postup do Ligy mistrů 1999/00 |
|  | Přímý postup do Ligy mistrů 1999/00              |
|  | Postup do 3. předkola Ligy mistrů 1999/00        |
|  | Přímý Postup do Poháru UEFA 1999/00              |
|  | Sestup do Serie B 1999/00                        |

## Střelecká listina
Nejlepším střelcem tohoto ročníku Serie A se stal brazilský útočník Márcio Amoroso. Hráč Udinese Calcio vstřelil 22 branek.
| P.  | Nár       | Hráč              | Tým             | Branky |
| --- | --------- | ----------------- | --------------- | ------ |
| 1.  | Brazílie  | Márcio Amoroso    | Udinese Calcio  | 22     |
| 2.  | Argentina | Gabriel Batistuta | AC Fiorentina   | 21     |
| 3.  | Německo   | Oliver Bierhoff   | Milán AC        | 19     |
| 4.  | Itálie    | Marco Delvecchio  | AS Řím          | 18     |
| 5.  | Itálie    | Roberto Muzzi     | Cagliari Calcio | 16     |
| 5.  | Argentina | Hernán Crespo     | AC Parma        | 16     |
| 7.  | Itálie    | Simone Inzaghi    | FC Piacenza     | 15     |
| 7.  | Itálie    | Giuseppe Signori  | Bologna FC 1909 | 15     |
| 7.  | Chile     | Marcelo Salas     | SS Lazio        | 15     |
| 10. | Brazílie  | Ronaldo           | FC Inter Milán  | 14     |

## Vítěz
| Serie A 1998/99 AC Milán (16. titul) |